# Jean-Louis Bertuccelli
Jean-Louis Bertuccelli (Parijs, 3 juni 1942 – aldaar, 6 maart 2014) was een Frans regisseur en scenarioschrijver.

## Levensloop en carrière
Bertuccelli begon zijn carrière in 1965. Hij kwam in de film- en televisiewereld terecht als geluidsingenieur. Hij had al meerdere kortfilms op zijn naam staan toen hij in 1969 Remparts d'argile, zijn eerste langspeelfilm, afleverde. Voor dit drama, dat zich op het Tunesische platteland afspeelde, kon hij rekenen op hoofdacteur Jean-Louis Trintignant. Hij kreeg er de Prix Jean Vigo voor. Het historisch kostuumdrama Paulina 1880 (1972) was de verfilming van een roman van Pierre Jean Jouve. 
Zijn enig groot commercieel succes behaalde hij in 1976 met het drama Docteur Françoise Gailland waarin Annie Girardot, in die tijd op het toppunt van haar kunnen, aangrijpend gestalte gaf aan een gereputeerde arts die zelf geconfronteerd werd met longkanker. Girardot haalde met deze vertolking de César voor Beste actrice in 1977 binnen.
L'Imprécateur (1977) bracht een prestigieuze cast samen in een drama dat uitgroeide tot een paranoiathriller die de keiharde corrupte en hypocriete wereld van een in Parijs gevestigde multinational opriep. Zijn laatste langspeelfilm voor het grote scherm, de tragikomedie Aujourd'hui peut-être, dateerde uit 1991. Giulietta Masina speelde er ingetogen een oudere weduwe die haar familie bijeenriep vooraleer het ouderlijk huis verkocht werd. Het zou haar laatste filmrol worden. Daarna legde Bertuccelli zich toe op televisiewerk.
Hij was de vader van cineaste Julie Bertuccelli (1968).
Bertuccelli overleed in 2014 op 71-jarige leeftijd.
- Bibsys: 12055374
- Bibliothèque nationale de France: cb13891468s (data)
- Gemeinsame Normdatei: 1132536812
- International Standard Name Identifier: 0000 0001 1453 6568
- Library of Congress Control Number: no2009163102
- Nationale Bibliotheek van Tsjechië: pna2009495552
- SNAC: w62q1hvg
- Système universitaire de documentation: 074685589
- Virtual International Authority File: 101510825
- WorldCat: E39PBJvMyyyMY9kK9CHBKCgtKd